# Мавзолей в Халикарнас
Мавзолеят в Халикарнас е огромна антична гробница на цар Мавзол, владетел на Кария, прочула се като едно от седемте чудеса на античния свят. Останките му са на територията на град Бодрум, Турция.
Думата „мавзолей“ произлиза от името на цар Мавзол и днес се използва за всяка голяма гробница с балсамираното тяло на погребания.
Построен е през 353 – 351 г. пр.н.е. от съпругата му и негова сестра Артемизия. Представлява солиден храм, заобиколен от 36 колони в йонийски стил.
Халикарнас е най-големият град на Кария, на територията на днешен Бодрум. Мавзолеят е бил висок 45 метра (169 стъпки). Бил е богато украсен с релефи и скулптури, дело на 4 прочути гръцки майстори – Скопас, Леохар, Тимотей и Бриаксис. Много фрагменти са изложени в Британския музей, за 2 статуи се предполага, че са на Мавзол и Артемизия.

## История

### Древна история
Когато персите разширяват своята империя, включвайки в нея Месопотамия, Северна Индия, Сирия, Египет и Мала Азия, царят им вече не може да контролира цялата тази територия без помощта на местни губернатори – сатрапи. Царството Кария се намира в западната част на Мала Азия, толкова далеч от столицата на персите, че практически е независимо. Царят на Кария Мавзол царува от 377 г. пр.н.е. до 353 г. пр.н.е. и премества своята столица в Халикарнас.
С нищо забележително не може да се отбележи неговото царуване освен с изграждането на мавзолея му. Проектът е на неговата съпруга и сестра Артемизия (в Кария е прието владетелите да се женят за собствените си сестри) и по всяка вероятност строежът започва, докато цар Мавзол е все още жив. Завършен е през 350 г. пр.н.е. – 3 години след неговата смърт и 1 година след смъртта на Артемизия.
Мавзол и неговата царица Артемизия управляват Халикарнас и околностите му 24 г. Цар Мавзол, въпреки че има местен произход, говори гръцки и се възхищава на гръцкия начин на живот и управление. По крайбрежието той основава много градове по гръцки образец и насърчава гръцките демократични традиции.
Той решава да построи нова столица – град възхитителен и непревземаем. Мавзол и Артемизия изхарчват внушителна сума пари, за да осъществят идеята си. Построяват статуи, храмове и сгради от блестящ мрамор. В центъра на града Мавзол планира да построи храм, където да почива тялото му след смъртта. Храм, който да покаже на бъдещите поколения, колко богати са той и съпругата му.
През 353 г. пр.н.е. Мавзол умира, оставяйки своята съпруга потънала в скръб. Артемизия наема най-талантливите майстори на това време в Древна Гърция. Това включва Скопас – човекът, който ръководи възстановяването на Храма на Артемида в Ефес. Другите скулптори са Леохар, Тимотей и Бриаксис, които се присъединяват към Скопас, както и стотици други майстори.
Малко след като строежът започва, на Артемизия се налага да се справи с кризисна ситуация. Родос, остров в Егейско море между Гърция и Мала Азия, е владян от Мавзол. Когато обитателите на Родос научават за смъртта на Мавзол, те въстават и изпращат флотилия от кораби да превземат град Халикарнас. Знаейки, че Родоската флотилия идва, Артемизия скрива своите кораби на тайно място в източната част на градското пристанище. След като Родоската флотилия се разгръща да нападне, флотилията на Артемизия нанася изненадваща атака, превзема родоските кораби и ги изтегля в морето. Артемизия качва собствените си войници на корабите на нашествениците и ги изпраща обратно към Родос. Заблудени родосците решават, че завръщащите се кораби са собствените им победоносни войски и не се защитават. Градът е лесно превзет и въстанието е потушено.
Артемизия живее само 2 г. след смъртта на съпруга си. И двамата трябвало да бъдат погребани в недовършената гробница. Според историка Плиний майсторите решават да останат и да довършат работата си, след като покровителите им умират, „смятайки, че тя е едновременно паметник на тяхната собствена слава и на изкуството на скулптора“.

### Средновековие
Мавзолеят се издига над град Халикарнас в продължение на много векове. Остава недокоснат когато градът е превзет от Александър Велики през 334 г. пр.н.е. и след пиратски нападения през 62 и 58 г. пр.н.е. Около 16 века стои над руините на града, докато поредица от земетресения не пречупва колоните, запращайки каменната колесница да се строши в земята. Към 1404 г. се запазва разпознаваема само основата на Мавзолея.
През първата година на XIV век рицарите-хоспиталиери нахлуват в региона и построяват огромен замък. Когато решават да го укрепят през 1494 г., използват камъните на Мавзолея. През 1522 г. слухове за турско нашествие кара кръстоносците да подсилят замъка в Халикарнас (по онова време известен като Бодрум) и голяма част от останалите останки от гробницата са разрушени и използвани в стените на замъка. Парчета полиран мрамор от гробницата могат да бъдат видени там и днес.
По това време група от рицари влиза в основата на паметника и открива зала, съдържаща голям саркофаг. Те обаче, решавайки че е твърде късно, за да го отварят този ден, се връщат на другата сутрин, но съкровищата са ограбени. Телата на Мавзол и Артемизия също липсват. Рицарите обявяват, че селяни са виновни за кражбата, но вероятно и някои от кръстоносците са плячкосвали гробове. Преди счупването и изгарянето на много от останалите скулптури от Мавзолея във вар за мазилка рицарите пренасят няколко от най-добрите творби в замъка в Бодрум. Там те стоят 3 века. По това време британският посланик получава няколко от статуите от замъка, които днес са собственост на Британския музей.

### Проучвания
През 1846 г. Британският музей изпраща археолога Чарлз Томас Нютон да търси още останки от Мавзолея. Това е трудна задача, защото той не знае точното местоположение на гробницата и парите, които би дал, за да купи всички парцели и да търси са астрономическа сума. Затова се заема да изучи ръкописите на древните автори, като Плиний, за да придобие приблизителна представа за размера и местоположението на мемориала и купува парцел земя в най-вероятния район. Нютон проучва околната площ, чрез тунели които прокопава под съседните парцели. Така открива някои от стените, стълбище и три от ъглите на основата и вече може да определи кои точно парцели са му нужни.
Тогава Нютон разкопава мястото и намира части от фризове, които украсяват стената на постройката и части от покрива, както и счупено каменно колело от колесница, около 2 метра в диаметър – част от скулптурата, която открива. Накрая намира и статуите на Мавзол и Артемизия, които стоели на покрива на постройката.

## Описание
Мавзолеят е издигнат на хълм над града. Цялата структура е поставена в обграден двор. В центъра на двора има каменна платформа, на която е издигната гробницата, изградена предимно от бял мрамор. Стълби с каменни лъвове водят към върха на тази платформа. По протежение на външната стена са разположени много статуи, изобразяващи богове и богини. Във всеки ъгъл има каменни конници, охраняващи гробницата.
В центъра на платформата е самата гробница. Изработена главно от мрамор, тя се издига като квадратен заострен блок с размер приблизително една трета от размера на мавзолея, висок 45 метра. Тази секция е покрита с фриз, показващ сцени от гръцката митология. Едната част показва битката на кентаври и лапити. Друга изобразява битката на гърците с амазонките (Амазономахия).
Отгоре на гробницата се издигат 36 малки колони, по 9 от всяка страна, за да оформят още една трета от височината. Между всеки две от тях има статуя. Зад колоните има масивен блок, който придържа тежестта на масивния покрив. Покривът, който представлява по-голямата част от последната третина от височината, е с формата на пирамида. Най-отгоре се намира внушителна квадрига – четири огромни коня, които дърпат колесница, в която са изобразени Мавзол и Артемизия.